# Yuko Araki
Yuko Araki (新木 優子, Araki Yūko), née le 15 décembre 1993 à Tokyo (Japon), est une actrice japonaise.

## Filmographie sélective

### Cinéma
- 2010 : Confessions (告白, Kokuhaku?) de Tetsuya Nakashima

### Télévision
- 2013 : Kamen Rider Wizard (仮面ライダーウィザード, Kamen Raidā Wizādo?) de Shojiro Nakazawa